# Жанібек-хан (1473—1474)
Жанібек-хан (також Абу Саїд; 1428—1474) — казахський хан, один із засновників Казахського ханства та його правитель від 1473 до 1474 року.

## Життєпис
Відповідно до однієї з версій перші казахські хани походили з родини Орда-Еджена. За іншою теорією вони були нащадками тринадцятого сина Джучі-хана — Тука-Тимура.
У другій половині 1450-их років частина кочового населення на чолі з султанами Жанібеком і Кереєм відокремилась від шайбаніда Абулхайра, який правив у Дешт-і-Кипчаку, й відкочувала до Могулістану, оселившись у долинах річок Чу і Кози-Баші.
Після вбивства Шайх-Хайдара Сибірським ханом Ібаком верховну владу у східному Дешті отримав Керей, який призначив правителем західного крила свого брата Жанібека. Останній зробив своєю ставкою місто Сарайчик, розташоване у нижній течії Яїка, тобто в центрі кочовища мангутів. Жанібек зробив лідера мангутів Мусу своїм беклярбеком. Разом із Жанібеком до Західного Казахстану відкочували й підпорядковані йому казахи. Однак 1473 року, коли помер Керей-хан, Жанібек зайняв місце брата, повернувшись у Сигнак разом із казахськими улусами. Після смерті останнього 1474 року ногайці не виявили бажання підкоритись Бурундук- хану, й Ногайська орда стала незалежною від Казахського ханства.